# Corydoras seussi
Corydoras seussi es una especie de pez de la familia Callichthyidae en el orden de los Siluriformes.

## Morfología
• Los machos pueden llegar a alcanzar los 6 cm de longitud total.

## Distribución geográfica
Se encuentran en Sudamérica, en la cuenca del río Mamoré.